# Taupye
Taupye è un villaggio del Botswana situato nel distretto Centrale, sottodistretto di Mahalapye. Il villaggio, secondo il censimento del 2011, conta 598 abitanti.